# Dolus-le-Sec
Dolus-le-Sec és un municipi francès, situat al departament de l'Indre i Loira i a la regió de Centre – Vall del Loira. L'any 2007 tenia 637 habitants.

## Demografia

### Població
El 2007 la població de fet de Dolus-le-Sec era de 637 persones. Hi havia 236 famílies, de les quals 48 eren unipersonals (32 homes vivint sols i 16 dones vivint soles), 64 parelles sense fills, 104 parelles amb fills i 20 famílies monoparentals amb fills.
La població ha evolucionat segons el següent gràfic:
Habitants censats

### Habitatges
El 2007 hi havia 263 habitatges, 234 eren l'habitatge principal de la família, 20 eren segones residències i 9 estaven desocupats. 256 eren cases i 7 eren apartaments. Dels 234 habitatges principals, 186 estaven ocupats pels seus propietaris, 43 estaven llogats i ocupats pels llogaters i 5 estaven cedits a títol gratuït; 13 tenien dues cambres, 36 en tenien tres, 71 en tenien quatre i 114 en tenien cinc o més. 184 habitatges disposaven pel capbaix d'una plaça de pàrquing. A 81 habitatges hi havia un automòbil i a 138 n'hi havia dos o més.

### Piràmide de població
La piràmide de població per edats i sexe el 2009 era:
| Homes | Edats   | Dones |
| ----- | ------- | ----- |
| 0     | 95 o +  | 8     |
| 0     | 90 a 94 | 4     |
| 4     | 85 a 89 | 4     |
| 0     | 80 a 84 | 0     |
| 8     | 75 a 79 | 4     |
| 12    | 70 a 74 | 16    |
| 12    | 65 a 69 | 4     |
| 8     | 60 a 64 | 8     |
| 8     | 55 a 59 | 12    |
| 12    | 50 a 54 | 8     |
| 24    | 45 a 49 | 12    |
| 24    | 40 a 44 | 36    |
| 28    | 35 a 39 | 32    |
| 24    | 30 a 34 | 32    |
| 12    | 25 a 29 | 12    |
| 8     | 20 a 24 | 8     |
| 16    | 15 a 19 | 16    |
| 20    | 10 a 14 | 24    |
| 24    | 5 a 9   | 24    |
| 48    | 0 a 4   | 24    |

## Economia
El 2007 la població en edat de treballar era de 415 persones, 329 eren actives i 86 eren inactives. De les 329 persones actives 306 estaven ocupades (161 homes i 145 dones) i 23 estaven aturades (11 homes i 12 dones). De les 86 persones inactives 24 estaven jubilades, 36 estaven estudiant i 26 estaven classificades com a «altres inactius».

### Ingressos
El 2009 a Dolus-le-Sec hi havia 254 unitats fiscals que integraven 678 persones, la mediana anual d'ingressos fiscals per persona era de 17.770 €.

### Activitats econòmiques
Dels 20 establiments que hi havia el 2007, 1 era d'una empresa alimentària, 1 d'una empresa de fabricació d'altres productes industrials, 6 d'empreses de construcció, 1 d'una empresa de comerç i reparació d'automòbils, 1 d'una empresa de transport, 1 d'una empresa financera, 1 d'una empresa immobiliària, 4 d'empreses de serveis, 3 d'entitats de l'administració pública i 1 d'una empresa classificada com a «altres activitats de serveis».
Dels 5 establiments de servei als particulars que hi havia el 2009, 1 era un paleta, 1 guixaire pintor, 1 fusteria, 1 electricista i 1 perruqueria.
Dels 2 establiments comercials que hi havia el 2009, 1 era una botiga de menys de 120 m² i 1 una joieria.
L'any 2000 a Dolus-le-Sec hi havia 25 explotacions agrícoles que ocupaven un total de 1.750 hectàrees.

## Equipaments sanitaris i escolars
El 2009 hi havia una escola elemental.

## Poblacions més properes
El següent diagrama mostra les poblacions més properes.